# Phlaeoba panteli
Phlaeoba panteli är en insektsart som beskrevs av Bolívar, I. 1902. Phlaeoba panteli ingår i släktet Phlaeoba och familjen gräshoppor. Inga underarter finns listade i Catalogue of Life.